# Wojny klonów
Wojny klonów – fikcyjny konflikt zbrojny toczony w świecie Gwiezdnych wojen George’a Lucasa.
Część akcji Wojen przedstawiona jest w filmach Atak klonów oraz Zemsta Sithów, a także w serialu animowanym Gwiezdne wojny: Wojny klonów i licznych komiksach. Stronami Wojen Klonów są Republika Galaktyczna i Konfederacja Niezależnych Systemów (której najważniejszymi członkami były Federacja Handlowa, Międzygalaktyczny Klan Bankowy oraz Unia Technokratyczna).
Wojny klonów zostały po raz pierwszy wspomniane w filmie Gwiezdne wojny: część IV – Nowa nadzieja jako dawny konflikt zbrojny na skalę galaktyki, jednak bez żadnych szczegółów – nawet z jakim przeciwnikiem walczyła Republika i jakie znaczenie w czasie wojen miały wspomniane klony. Dopiero film Atak klonów z 2002 roku przyniósł odpowiedzi na te pytania, ukazując początek i przyczyny wojny, której koniec przedstawiony został w filmie Zemsta Sithów. Kampania multimedialna prowadzona w latach 2002-2007 doprowadziła do powstania licznych książek, komiksów oraz serialu animowanego, szczegółowo dokumentujących wydarzenia tego fikcyjnego konfliktu. Stworzona została spójna chronologia, którą jednak zburzyło stworzenie w 2008 roku filmu, a następnie serialu Wojny klonów.

## Przebieg
Inspiratorem wojen był kanclerz Palpatine (jako Darth Sidious), który poprzez wywołanie niestabilności chciał zwiększyć i przedłużyć swoją władzę nad galaktyką. W tym celu potajemnie wspierał działania sił separatystycznych, aż do momentu, w którym przestały być mu one potrzebne. Szkolił także i kontrolował przywódców Separatystów – przede wszystkim Hrabiego Dooku.
Wojny rozpoczęły się bitwą na Geonosis w roku 22 BBY, a skończyły w 19 BBY podstępnym wymordowaniem przez Dartha Vadera – na rozkaz kanclerza – przywódców separatystów na planecie Mustafar. Po zakończeniu Wojen Palpatine obwołał się Imperatorem, a Republikę przekształcił w Imperium Galaktyczne.
Nazwa Wojen pochodzi od klonów (stworzonych potajemnie z inspiracji Palpatine’a), które były trzonem armii Republiki w walce z armią droidów Federacji Handlowej, a następnie zostały wykorzystane przez Kanclerza do wymordowania większości Jedi oraz stworzenia oddziałów szturmowców.